# Aysun Cenk
Aysun Cenk (* 1. Juni 1959 in Ankara) ist eine türkische Juristin in Deutschland; sie ist Autorin eines frühen Beitrags zur deutsch-türkischen Literatur.
Der von ihr verfasste Erlebnisbericht Herrn Lechleitners Marktlücke, der „Erlebnisse einer Türkin in Deutschland“ erzählt, erschien 1985 als Buch. Cenk wurde daraufhin u. a. in Koschs deutschem Literaturlexikon und Gräfs Romanführer als Vertreterin einer damals so genannten Migrantenliteratur in Deutschland mit Abschnitten berücksichtigt.
Ab 1981 arbeitete Cenk zehn Jahre als staatlich anerkannte Sozialarbeiterin bei der Arbeiterwohlfahrt in Recklinghausen. 1989 erhielt sie eine Hochschulberechtigung für Deutschland. Seit 2003 Volljuristin, praktiziert Cenk seit 2004 in einer eigenen Kanzlei in Recklinghausen. Zu ihren Tätigkeitsschwerpunkten gehören Strafrecht, insbesondere das Jugendstrafrecht, und das Zivilrecht mit Ehe- und Familienrecht. Im Zweitstudium studiert sie in Bochum Sozialwissenschaften.